# Josef Schwinner
Josef Schwinner (* 23. Oktober 1875 in Wien; † 7. November 1932 in Linz, Oberösterreich
) war ein österreichischer Politiker.

## Leben
Josef Schwinner studierte von 1894 bis 1901 Rechtswissenschaft an der Universität Wien und erlangte auf diese Weise den Doktor der Rechte. Während seines Studiums wurde er 1894 Mitglied der KÖStV Austria Wien. Später wurde er noch Mitglied der KÖStV Rudolfina Wien und der KÖHV Nordgau Wien. Als Landwirt war er nach seinem Studium auf seinem Gut bei Steyr tätig. 1909 wurde Schwinner Abgeordneter der Christlichsozialen Partei (CSP) zum Oberösterreichischen Landtag. Als Teilnehmer des Ersten Weltkrieges wurde er bis zum Hauptmann befördert.
Nach dem Zusammenbruch der Monarchie und der österreichischen Landwirtschaft, wurde Schwinner zum Leiter der Militär- und Zivilverwaltung der Österreichischen Landwirtschaft betraut, und arbeitete kurze Zeit im Staatsamt für Landwirtschaft. Schwinner engagierte sich in zahlreichen Belangen für einen raschen Aufbau der Landwirtschaft; auch gründete er Warenhäuser und die noch heute in Enns ansässige Zuckerfabrik. Auch saß er in verschiedenen Unternehmen im Aufsichtsrat, oder fungierte als deren Präsident, wie im Fall der Maschinenfabrik Epple-Buchsbaum in Wels.
1918 wurde Schwinner erneut Landtagsabgeordneter, und blieb es bis 1927. In der Zeit zwischen 1927 und 1931 fungierte er zudem als Landeshauptmann-Stellvertreter von Josef Schlegel. Als Bildungslandesrat förderte er die Lehrerausbildung.
Schwinner saß von 1920 bis 1925 als Abgeordneter der CSP auch im Österreichischen Bundesrat; von Juni bis November 1922 war er Präsident des Bundesrates.